# Bentley Mulsanne

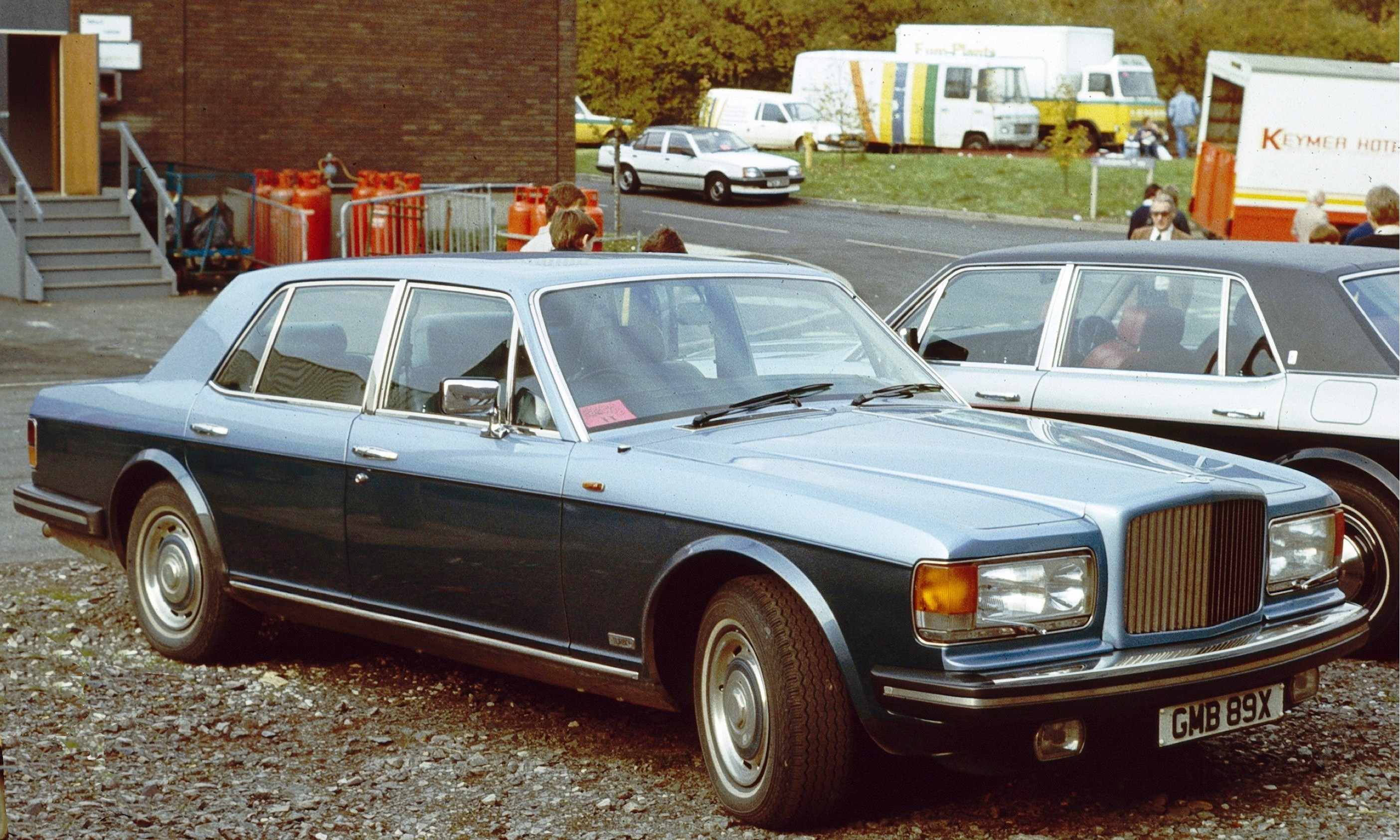
Primera generación 1980

El Bentley Mulsanne es un automóvil del segmento F producido por Bentley Motors Limited desde 1980-1992 y desde 2010 hasta 2022 
En 2010 vuelve el modelo Mulsanne al mercado que fue diseñado para reemplazar al Arnage, siendo presentado en el concurso Pebble Beach, el 16 de agosto de 2009. 
El Mulsanne monta un V8 de 6,75 L (6750 cc), que produce una potencia de 530 cv, y 549 en el Mulsanne Speed, el cual tiene más de mil newtons metro de par máximo, siendo el vehículo de calle con más par del mundo.  
El Mulsanne hace el 0-100 en unos 4,8 segundos y alcanza más de 300 km/h. Su precio de partida era de 375.000€, pero personalizado y con todos los extras puede superar los 430.000€. 
Su interior necesita del cuero de 17 vacas criadas a una altura específica donde no son picadas por mosquitos para evitar que se abran micro fisuras que desgaste el material.  
En el interior del Mulsanne solo se pueden encontrar cuero, metal y madera. No se puede ver plástico de ningún tipo en ninguna parte del coche, ni siquiera en el maletero, acabado en cuero y alcántara.  
Los extras en este coche son extremadamente caros, por ejemplo, las mesas traseras con ipads son un opcional que cuesta 10.500€.   

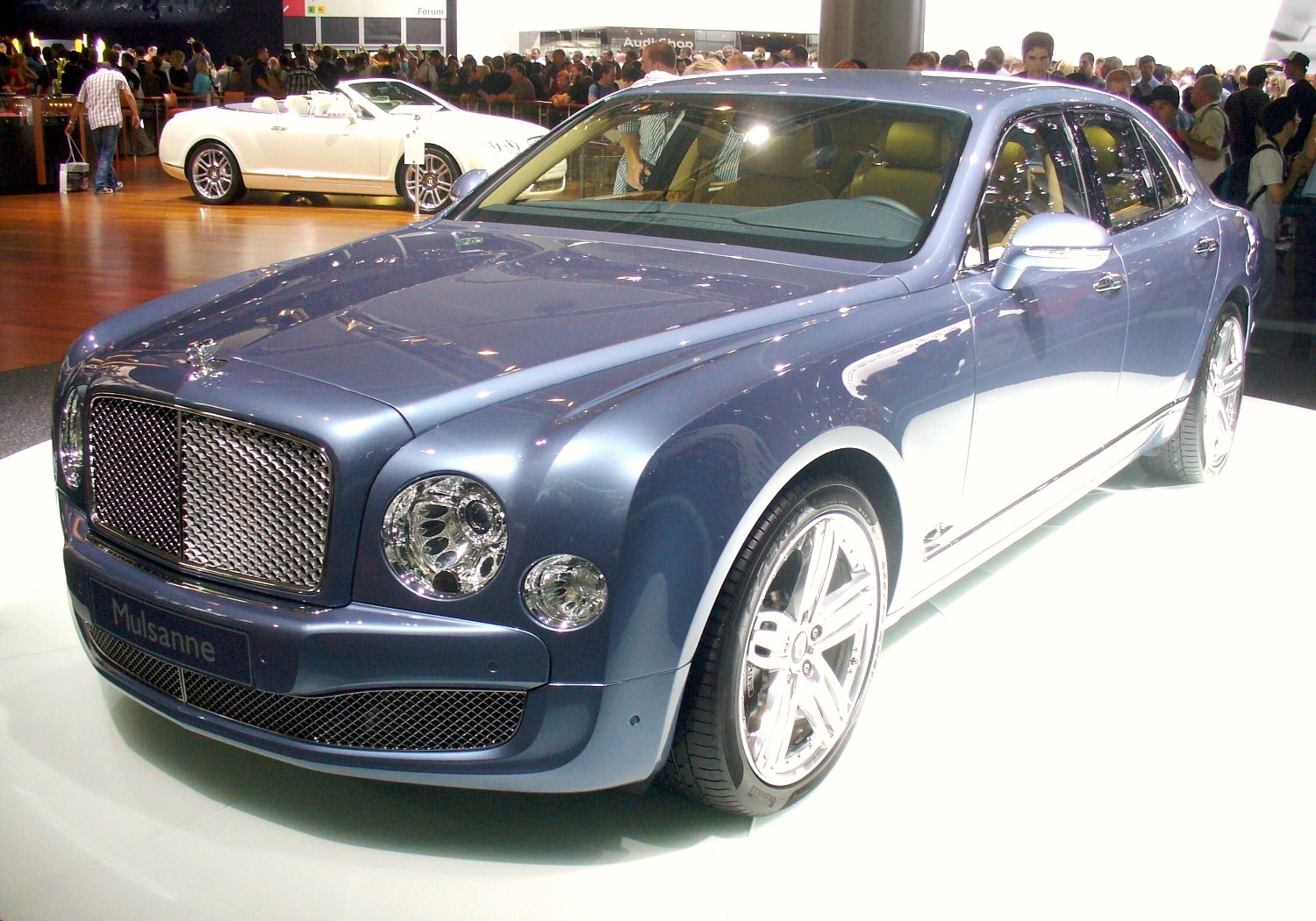
modelo actual (2010-2022)

## Enlaces externos

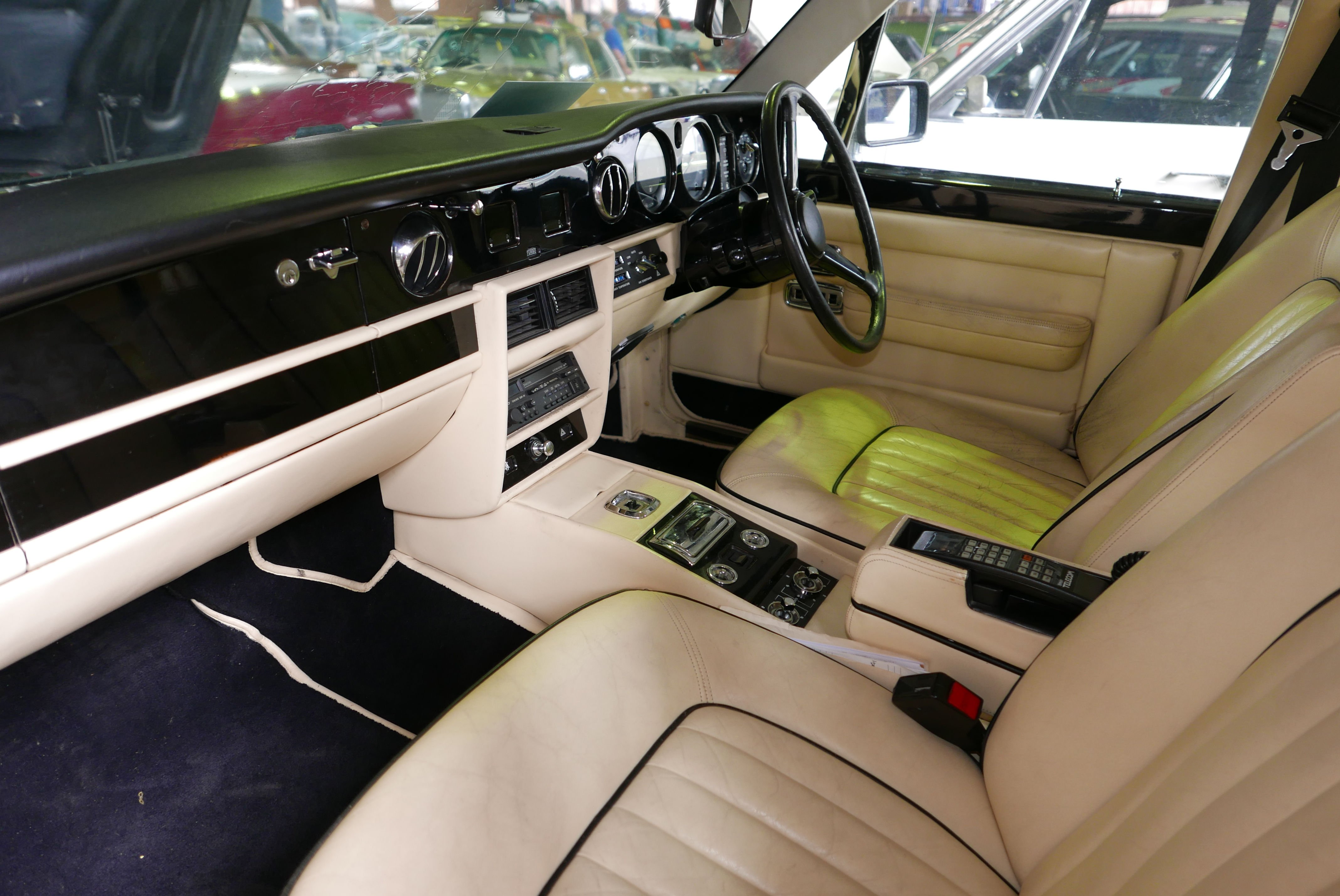
Interior primera genaración